# Бремар-Хилл

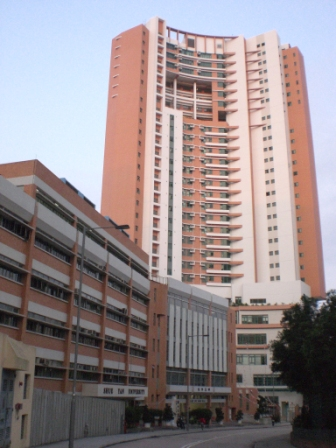
Университет Шуэянь

Бремар-Хилл (Braemar Hill, 寶馬山) — гонконгский район, входящий в состав Восточного округа. Расположен в северо-восточной части острова Гонконг. Вероятнее всего, британские чиновники назвали холм в честь шотландской деревушки Бремар. Бремар-Хилл — преимущественно престижная жилая зона, где проживает высшее сословие и средний класс.

## История

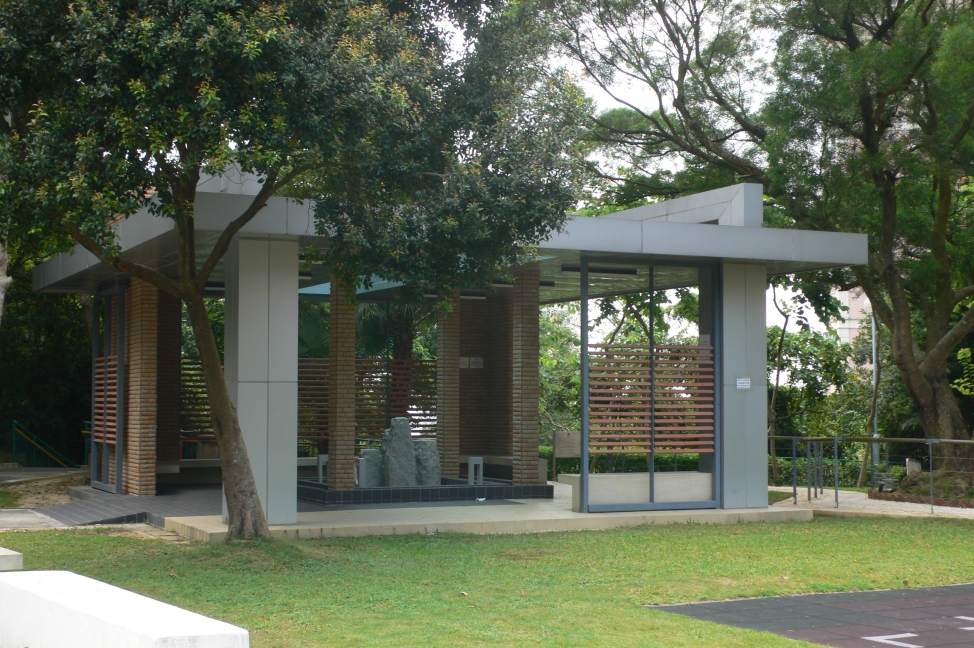
Парк Чойсайву

В 1894 году компания Taikoo Sugar построила возле подножия холма Бремар-Хилл водохранилище Чойсайву (это было самым большим и последним из пяти частных водохранилищ, созданных этой сахарной компанией). В том же году, во время засухи и эпидемии бубонной чумы, охвативших Гонконг, водохранилище Чойсайву поставляло воду в кварталы вокруг Тайпинсань-стрит (современный район Сёнвань).
Во время Второй мировой войны территория Бремар-Хилл была местом жестоких боёв между японцами и британцами. Позже, по инициативе Ли Кашина, водохранилище Чойсайву было превращено в одноимённый общественный парк. В 1970-х годах в Бремар-Хилл развернулось масштабное жилищное строительство, и район превратился в престижную жилую зону с обширным образовательным кластером.
Повышению престижа района способствовало наличие в Бремар-Хилл нескольких элитных колледжей, школ и детских садов, особенно принадлежащих различным христианских конфессиям, а также обилие зелени и хорошая экологическая обстановка (панорамы, открывающиеся из окон высотных жилых комплексов Бремар-Хилл, считаются одними из лучших в Гонконге).

## География

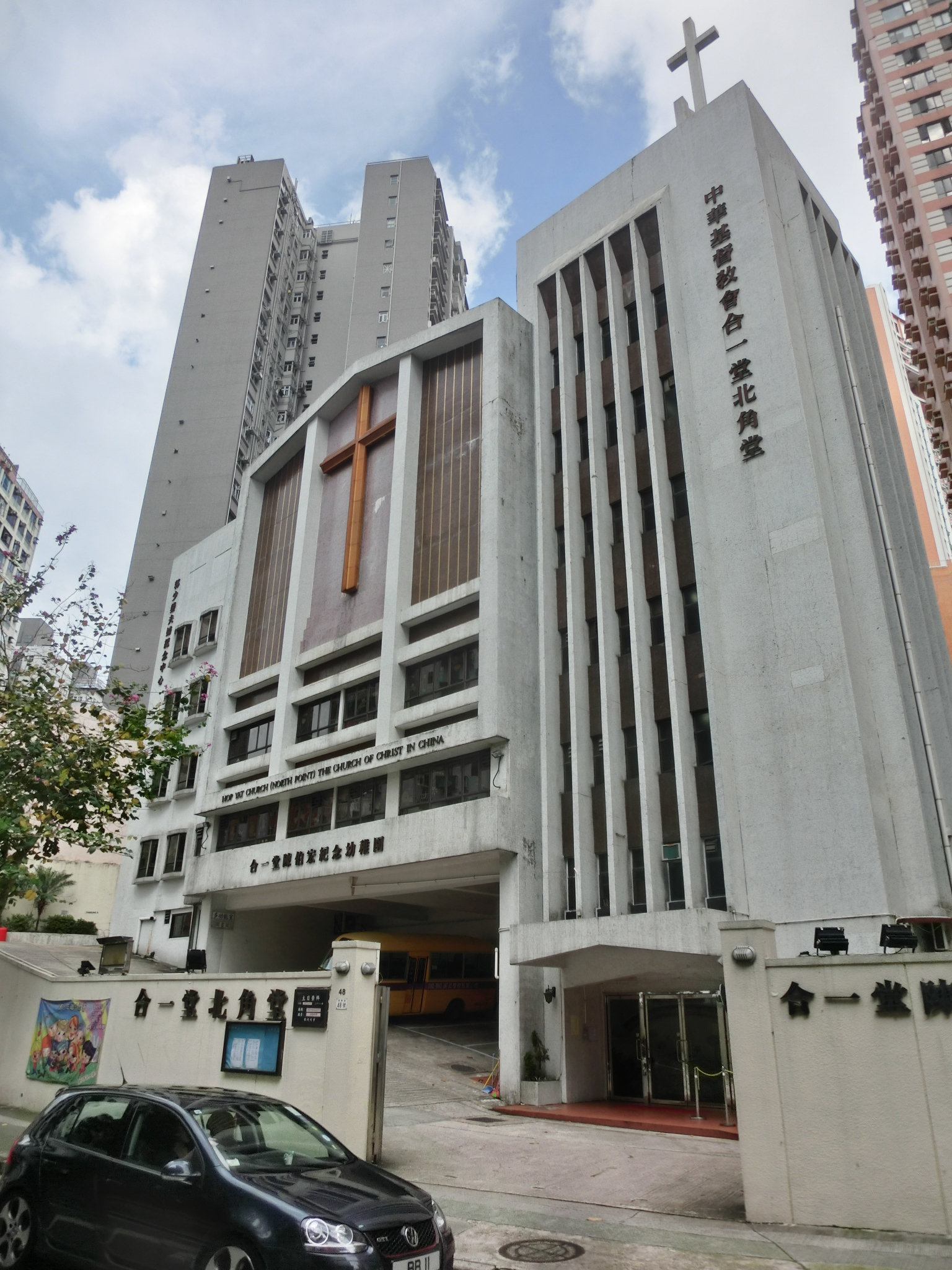
Церковь Хопъят

С севера Бремар-Хилл граничит с районом Норт-Пойнт (по Тхиньхау-темпл-роуд и Пакфук-роуд), с востока — с районом Куорри-Бэй, с юга — с районом Тайтам, с запада — с районом Козуэй-Бей.
В районе расположены парк Чойсайву, сад Вайцуй, игровая площадка Бремар-Хилл-роуд, игровые площадки технических резервуаров Клод-вью-роуд и Норт-Пойнт.

## Религия
В районе расположены церковь Хопъят и несколько небольших даосских святилищ.

## Экономика
Большинство занятых работают в розничной торговле, обслуживании высотных жилых комплексов, многочисленных учебных заведений и престижных детских садов.
Среди крупнейших жилых комплексов района — Viking Villas (1976), Braemar Hill Mansions (1978), Beverley Heights (1979), Maiden Court (1981), Wilshire Towers (1983), Pacific Palisades (1991), Sky Horizon (2002).
В Бремар-Хилл имеются Braemar Hill Shopping Centre, сеть супермаркетов и универсамов, а также множество ресторанов и кафе. 

## Транспорт
Главными транспортными артериями Бремар-Хилл являются улицы Тхиньхау-темпл-роуд, Клод-вью-роуд и Бремар-Хилл-роуд. Через район пролегает широкая сеть автобусных маршрутов (в том числе и микроавтобусов).

## Культура и образование
В районе базируются Гонконгский университет Сюянь (основан в 1971 году как колледж Сюянь, в 2006 году преобразован в частный университет), Китайская международная школа, основанная в 1984 году, колледж Чхёнчхукшань, колледж Манькиу, колледж Цзянсу и Чжэцзяна, мемориальный колледж Личиндеа, христианский колледж Квэйвашань, Гонконгско-японская школа, школа Куорри-Бэй, начальная государственная школа Норт-Пойнт, лютеранская школа Конкордия, католическая школа Святой Жанны д’Арк, основанная в 1955 году, школа Пуйкиу, библиотечный комплекс университета Шуэянь.

## Спорт
В парке Чойсайву расположены баскетбольные площадки и детская игровая зона. Университет, колледжи и школы имеют свои спортивные центры и площадки. Во многих частных жилых комплексах имеются плавательные бассейны, фитнес-центры, корты для тенниса и сквоша.